# 대한민국 민사소송법 제393조
대한민국 민사소송법 제393조는 항소의 취하에 대한 민사소송법조문이다.

## 조문
제393조(항소의 취하) (1) 항소는 항소심의 종국판결이 있기 전에 취하할 수 있다.
(2) 항소의 취하에는 제266조제3항 내지 제5항 및 제267조제1항의 규정을 준용한다.